# Legio II Italica

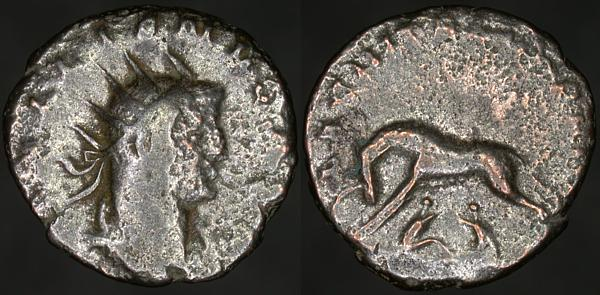
Munt van Septimius Severus, gewijd aan het Legio II Italica

Legio II Italica, voluit Legio Secunda Italica (Tweede Italiaanse legioen), was een Romeins legioen dat werd gesticht door keizer Marcus Aurelius in 165 n.Chr. samen met Legio III Italica in de tijd dat het Romeinse Rijk vocht in zowel het Germaanse als in het Parthische rijk. Het symbool van het legioen is een wolvin met de tweeling Romulus en Remus en refereert aan de gelijktijdige heerschappij van Marcus Aurelius en zijn broer (door adoptie) Lucius Verus - mogelijk een ironische keuze aangezien Romulus zijn broer vermoordde.
Er bestaan vermeldingen over Legio II Italica in Noricum, een Romeinse provincie ten zuiden van de Donau waar regelmatig Germaanse invallen plaatsvonden, tot in het begin van de 5e eeuw.
De eerste rekruten kwamen uit Italië en Noricum. Het is onbekend waar het legioen in eerste instantie gelegerd werd, maar het staat vast dat het in 171 in Noricum aanwezig was. Het is aannemelijk dat het legioen, samen met I Adiutrix en III Italica deel uitmaakte van een troepenmacht onder bevel van Publius Helvius Pertinax, die later gedurende drie maanden keizer zou zijn. Dit leger moest de provincies Raetia en Noricum veilig stellen. In dezelfde periode bouwden manschappen van II en III Italica de stadsmuren van Salona, het tegenwoordige Split.
In 180 werd II Italica gestationeerd in Lauriacum, op de locatie waar het tegenwoordige Lorch ligt, een onderdeel van de stad Enns in de Oostenrijkse deelstaat Opper-Oostenrijk.
Op 1 januari 193 werd Pertinax keizer, maar hij werd na een korte regeerperiode vermoord en opgevolgd door een rijke senator, Didius Julianus. Onmiddellijk trok de gouverneur van Pannonia Superior, Lucius Septimus Severus, op naar Rome, waar hij als keizer werd erkend. II Italica maakte deel uit van de troepen die Septimus Severus steunden.
De nieuwe keizer schonk het legioen de titel Fidelis (toegewijd) als erkenning voor hun steun. Later zou II Italica door Septimius Severus ingezet worden tegen de rebellen van Pescennius Niger en Clodius Albinus, alsmede in campagnes tegen de Parthen. In de 3e eeuw was steun van de legioenen cruciaal voor kandidaten voor de troon. Zich zeer wel bewust van dit feit verleende keizer Gallienus de cognomina VII Pia VII Fidelis (7 maal trouw, 7 maal toegewijd) aan II Italica, teneinde zich van hun voortdurende steun te verzekeren.